# Combat de Malta
El combat de Malta fou una de les batalles de la Guerra de Sicília entre la Corona d'Aragó i el Regne de Nàpols, ocorregut el 8 de juny de 1283.

## Antecedents
El papa Climent IV, preocupat pels avanços gibel·lins buscà ajut en Carles I d'Anjou, el germà petit del seu aliat Lluís IX de França, a qui concedí el regne de Sicília a canvi d'expulsar Manfred de Sicília dels feus papals del sud d'Itàlia. Les tropes de Carles d'Anjou entraren a l'illa i Manfred morí a la batalla de Benevent, mentre Carles era coronat rei de Sicília a Roma el 1266. Sota Carles d'Anjou, i el seu successor Carles II el nord es privilegià sobre el sud i fins i tot la capital es va traslladar de Palerm a Nàpols.
El 1282 l'influent noble sicilià Joan de Procida, que havia estat metge del rei Manfred, organitzà la revolta general contra els angevins que esclatà el 30 de març del 1282 coneguda com les Vespres sicilianes. Els francesos de l'illa foren assassinats i els rebels van proclamar el govern de l'Església, però amb la negativa de Martí IV, Carles I d'Anjou va desembarcar a l'illa i va assetjar Messina per intentar avançar al centre de l'illa més tard. Mentrestant una delegació dels rebels anà a trobar Pere el Gran al nord d'Àfrica i li oferiren la corona del Regne de Sicília, atès que estava casat amb Constança de Sicília, filla de Manfred. Pere va desembarcar a Trapani el 29 d'agost quan la ciutat estava a punt de rendir-se i entrà a Palerm l'endemà i al cap de poc es va alçar el setge de Messina. Carles I de Valois va tornar a Nàpols el 26 de setembre de 1282. L'estol angeví fou derrotat al combat de Nicòtena per l'estol de Pere de Queralt i d'Anglesola, on els francesos van perdre vint-i-dues galeres i quatre mil homes i el control sobre l'Estret de Messina.
Gualtiero di Caltagirone, contrari tant al domini aragonès com a l'angeví i defensor d'una república tutelada per l'església, es va revoltar al castell de Butera, on fou pres per Alaimo di Lentini, fou condemnat a mort i decapitat en presència de Pere el Gran el 22 de maig de 1283, fet que va marcar el domini de la Corona d'Aragó sobre Sicília. L'enfrontament de Pere el Gran amb el Papa, que el va excomunicar, va provocar la croada contra la Corona d'Aragó, i la coronació de Carles de Valois com a rei de la Corona d'Aragó.

## Batalla
Roger de Llúria va saber que les galeres angevines de Carles II d'Anjou comandades pels almiralls provençals Guillem Cornut i Bartolomeu Bonví pretenien socórrer la ciutadella de Malta assetjada pels aragonesos comandats per Manfred Llança, germà de Conrad Llança, i va anar al seu encontre amb galeres tripulades per sicilians i ballesters, catalans, trobant-les al port el 7 de juny de 1283, va enviar un missatge demanant la rendició. L'endemà a trenc d'alba van combatre a les aigües del port, i a migdia, l'almirall Guillem Cornut, veient la seva derrota, es va decidir a envestir la nau capitana de Roger de Llúria, abordant-la per proa i morint en els combats a coberta.
La mort de Cornut va significar la victòria aragonesa, la captura de deu galeres, i la rendició de les illes de Gozzo, Malta i Lipari, mentre l'estol tornava a Sicília evitant un desembarcament angeví a l'illa.